# Gerdundula
Gerdundula è un singolo del gruppo musicale britannico Status Quo, pubblicato nel luglio del 1973 come estratto dall'album Dog of Two Head.

## Descrizione

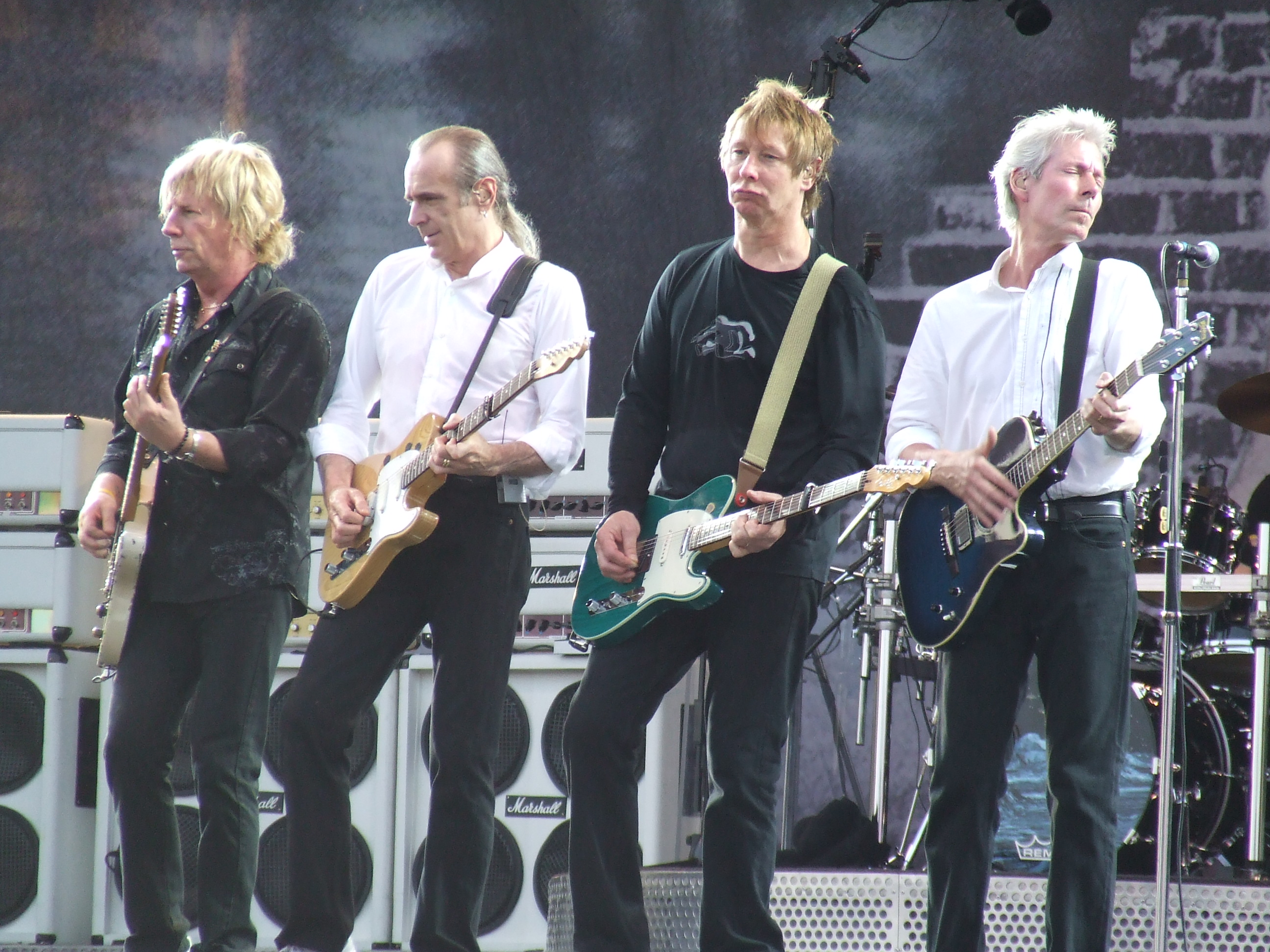
Gli Status Quo mentre eseguono Gerdundula

Sebbene sia uno dei pochissimi brani del gruppo ad aver fallito l'aggancio con le classifiche britanniche (probabilmente inidoneo ad essere pubblicato come singolo), "Gerdundula" rimane uno tra i più eccentrici e particolari incisi dalla longeva band inglese, con gighe musicali di impostazione popolare a metà strada tra rock, beat, tarantella e musica celtica. Ancorché venga accreditata agli sconosciuti Manston/James, autori della composizione sono in realtà Francis Rossi & Bob Young. Lo stravagante titolo della canzone è in realtà un omaggio a due amici tedeschi della band Gerd e la sua fidanzata Ula.
Il brano, tratto dall'album Dog of Two Head del 1971, è divenuto amatissimo dal pubblico da quando la band, a partire dal 1994, ha ricominciato a eseguirlo stabilmente nei concerti dal vivo, con un gioco di quattro chitarre che vengono scambiate tra i componenti, su una base ritmica formata dalla sola batteria. Il lato B del singolo, Lakky Lady, è invece estratto dall'album Ma Kelly's Greasy Spoon.
La title track è stata più volte interpretata anche da altri musicisti, specialmente nel novero del genere folk metal e medieval rock (per esempio nell'album La bruja dei Mägo de Oz). Ne esiste anche una particolare versione di Dr. Feelgood del 2001.

## Tracce
1. Gerdundula - 3:50 - (Manston/James)
2. Lakky Lady - 3:12 - (Rossi/Parfitt)

## Formazione
- Francis Rossi (chitarra solista, voce)
- Rick Parfitt (chitarra ritmica, voce)
- Alan Lancaster (basso, voce)
- John Coghlan (percussioni)